# Whitby

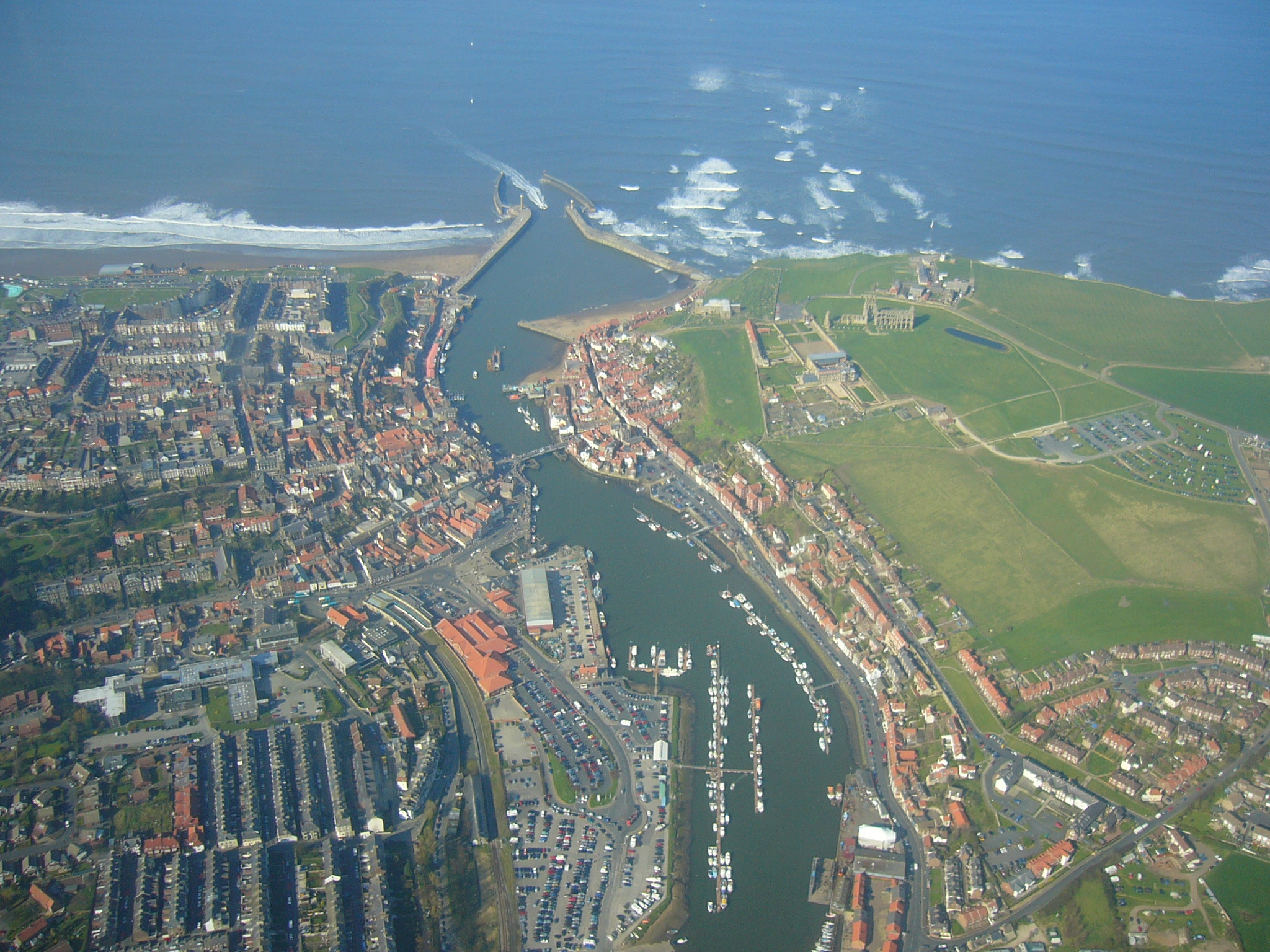
Luftaufnahme von Whitby und Hafen

Whitby ist eine Kleinstadt in der englischen Unitary Authority North Yorkshire. Sie befindet sich im Nordosten der Grafschaft an der Mündung des River Esk in die Nordsee und ist ein bedeutender historischer Küstenort. Laut Volkszählung hatte Whitby 2022 insgesamt 13.135 Einwohner.

## Geschichte
Whitby Abbey wurde 657 n. Chr. von König Oswiu von Bernicia als Doppelkloster für Männer und Frauen gegründet.
Im Jahr 664 fand die Synode von Whitby statt, die unter anderem die Berechnung des christlichen Osterdatums festlegte, nach der Ostern immer auf den ersten Sonntag nach dem ersten Vollmond nach Frühlingsanfang am 21. März fällt. Diese Regelung für den beweglichen Feiertag setzte sich in ganz Europa durch und gilt bis heute. Die historischen Entscheidungen sind durch die Geschichtsschreiber Beda Venerabilis und Æddi Stephanus belegt.

## Seefahrt

### Hafen
Der Hafen von Whitby dient vor allem einer größeren Fischereiflotte. Darüber hinaus bietet er eine geschützte Anlaufstelle für Schiffe zwischen dem englischen Nordosten und der südlichen Nordsee bei einem der zahlreichen Nordseestürme. Ursprünglich verwaltet von den Mönchen des Klosters, gibt es bereits beurkundete Beschwerden über den Zustand der damaligen Hafenanlagen aus Eiche aus dem Jahr 1541. In den folgenden Jahrhunderten folgten zahlreiche Ausbauprogramme, die jedoch immer nur zu befriedigenden Ergebnissen führten und oft am Geldmangel scheiterten. Das Parlament in London erließ diverse Gesetze, die Reeder verpflichteten, sich am Hafenausbau zu beteiligen, jedoch auch mit eher wechselhaftem Erfolg. Die heutige Gestalt stammt im Wesentlichen aus dem Jahr 1905, als J. Watt Sandeman & Son neue 160 Meter lange Kaianlagen bauten, den Fluss Esk ausbaggerten und ein Fischterminal errichteten. Das Fischterminal wurde 1957 durch einen Neubau ersetzt.

### James Cook
Die Stadt war Ausbildungsstätte für einen der bedeutendsten Seefahrer Großbritanniens, James Cook. Die Schiffe seiner zahlreichen Seereisen wurden hier gebaut, und auch die bedeutende Südseereise von 1768 nahm hier ihren Anfang. Die Schiffe Whitby Cats oder Whitby Colliers, robuste Kohletransporter, die hier nach norwegischen Vorbildern gebaut wurden, nutzte Cook für alle seine Südseereisen. Das Haus der Familie Walker, in dem Cook seine Lehre machte, beherbergt heute das „Captain Cook Memorial Museum“. Sein Denkmal überblickt den Hafen der Stadt.

## Bram Stoker
Als Bram Stoker 1890 in Whitby residierte, diente die kleine Stadt als Inspiration und Kulisse für sein Meisterwerk Dracula, das 1897 veröffentlicht wurde: Bei seiner Reise nach England landete Graf Dracula mit seinem Schiff in Whitby. Die Stadt hat daher ein Dracula-Museum. Folgende Beschreibung von Stoker hat auch heute noch Gültigkeit, da es keine großen baulichen Veränderungen mehr gab:

“This is a lovely place. The little river, the Esk, runs through a deep valley, which broadens out as it comes near the harbour. A great viaduct runs across, with high piers, through which the view seems, somehow, farther away than it really is. The valley is beautiful green, and it is so steep that when you are on the high land on either side you look right across it, unless you are near enough to see down. The houses of the old town – the side away from us – are all red-roofed, and seem piled up one over the other anyhow […] Right over the town is the ruin of Whitby Abbey, which was sacked by the Danes, […] It is a most noble ruin, of immense size, and full of beautiful and romantic bits; there is a legend that a white lady is seen in one of the windows. Between it and the town there is another church, the parish one, round which is a big graveyard, all full of tombstones. This is, to my mind, the nicest spot in Whitby, for it lies right over the town, and has full view over the harbour and over the bay, to where the headland called Kettleness stretches out into the sea.”

„Das ist ein schöner Ort. Der kleine Fluss, der Esk, läuft durch ein tiefes Tal, der sich weitet, wenn er in die Nähe des Hafens kommt. Ein großer Viadukt läuft darüber, mit hohen Pfeilern, blickt man durch diese hindurch erscheint es irgendwie weiter weg, als es wirklich ist. Das Tal ist schön grün und es ist so steil, dass, wenn Sie auf dem Hochland auf beiden Seiten sind, Sie es  direkt darüber sehen können, es sei denn, Sie sind nahe genug sind, um runter zu sehen. Die Häuser der Altstadt – auf der Seite, die von uns entfernt liegt – haben alle rote Dächern, und scheinen irgendwie übereinander gestapelt, [...] direkt über der Stadt ist die Ruine von Whitby Abbey, die von den Dänen zerstört wurde, [...] Es ist eine sehr edle Ruine, von immenser Größe und voller schöner und romantischer Stellen; es gibt eine Legende, die besagt, dass eine weiße Dame in einem der Fenster zu sehen sei. Zwischen ihr [der Ruine] und der Stadt gibt es eine andere Kirche, die der Gemeinde, um die sich ein großer Friedhof schließt, voll von Grabsteinen. Das ist, meiner Meinung nach, die schönste Stelle in Whitby, denn es ist direkt über der Stadt gelegen, und hat die volle Sicht auf den Hafen und über die Bucht, wo die Landzunge- die Kettleness genannt wird, sich ins Meer erstreckt.“

## Tourismus

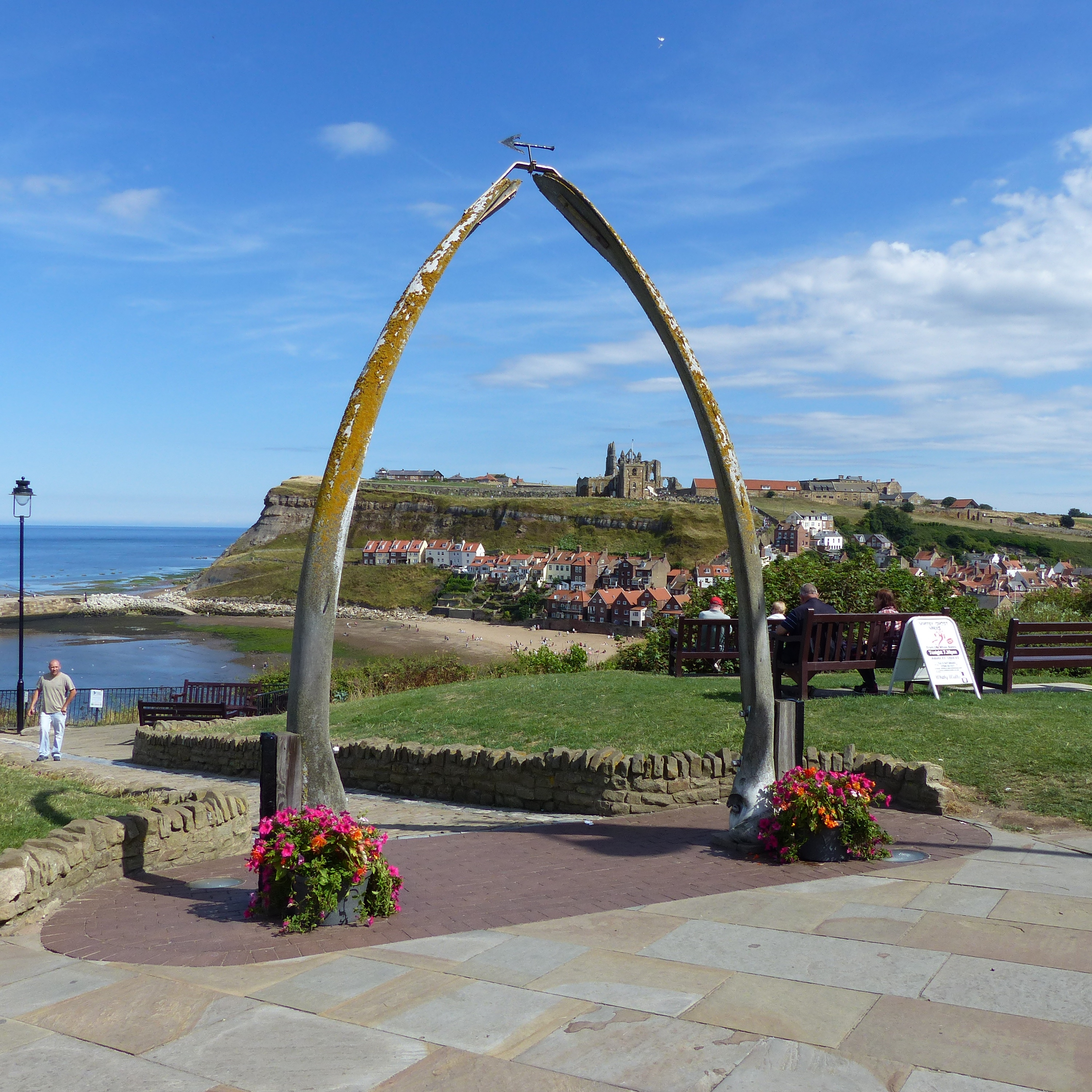
Walknochenbogen

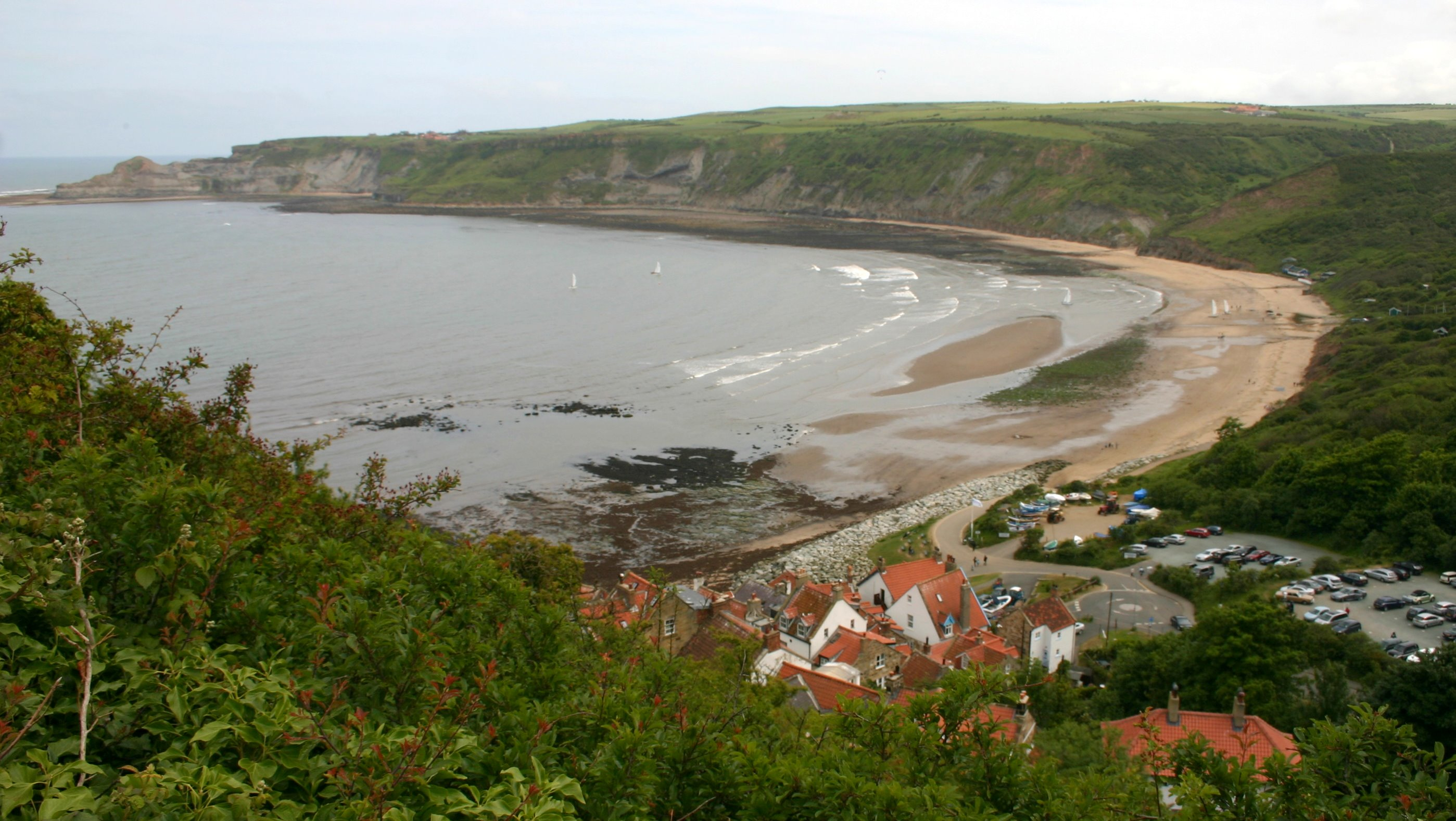
Ausblick auf den Strand von Runswick Bay

Die Stadt ist heute ein typisch englischer See-Erholungsort mit charaktervollen alten Gebäuden, Museen und den Ruinen der Abtei, die auch schon Bram Stoker so beeindruckt haben. Wenn man vom Hafen zur St. Mary’s Church und zu Whitby Abbey will, muss man erst 199 Stufen erklimmen. Dies war ehemals besonders für die Sargträger eine Tortur, weswegen mehrere Plattformen zur Rast eingebaut wurden.
Acht Kilometer nördlich von Whitby findet sich Runswick Bay, eine kleine malerische Bucht mit hellem Sandstrand, die 2020 in einer Umschau der Sunday Times unter 50 Lokalitäten zu „Britanniens bestem Strand“ gekürt wurde. Gelobt wurden vor allem das ungestörte Ambiente und der schöne Ausblick.
Zweimal im Jahr findet das Whitby Gothic Weekend statt, ursprünglich ein Fest für Angehörige der Gothic-Kultur. Einmal jährlich (August) findet ein Folk-Festival statt.

## Städtepartnerschaften
- Anchorage, Vereinigte Staaten
- Kauai County, Vereinigte Staaten
- Nukuʻalofa, Tonga
- Porirua, Neuseeland
- Stanley, Falklandinseln
- Whitby, Kanada

## Persönlichkeiten
- Saint Hilda, Hilda von Whitby (614–680), Äbtissin
- Dorothy Ripley (1767–1832), Missionarin und Schriftstellerin
- William Scoresby (1789–1857), Seefahrer und Forscher
- Thomas Rymer Jones (1810–1880), Zoologe und Anatom
- Walter Grimshaw (1832–1890), Schachkomponist
- William Bateson (1861–1926), Genetiker
- Margaret Storm Jameson (1891–1986), Schriftstellerin
- George Leo Watson (1909–1988), Mathematiker
- John Beckwith (1918–1991), Kunsthistoriker
- David Lyth (* 1940), Astrophysiker und Kosmologe
- Arthur Brown (* 1942), Rocksänger
- John Shipley, Baron Shipley (* 1946), Politiker (Liberal Democrats), Mitglied des House of Lords
- Samuel Barnett (* 1980), Schauspieler
- Catherine Taylor (* 1989), Orientierungsläuferin
- Beth Mead (* 1995), Fußballspielerin

## Musikvideo
Das Musikvideo zu Holding Back the Years der britischen Band Simply Red wurde in Whitby gedreht. In der Handlung des Videos durchlebt Mick Hucknall seine Kindheit und Jugend, dabei werden auch Zwischenszenen eingeblendet.